# Phorocerosoma albifacies
Phorocerosoma albifacies är en tvåvingeart som beskrevs av Verbeke 1962. Phorocerosoma albifacies ingår i släktet Phorocerosoma och familjen parasitflugor. Inga underarter finns listade i Catalogue of Life.